# Andrzej Szarmach
Andrzej Szarmach, poljski nogometaš, * 3. oktober 1950, Gdańsk, Poljska. 
Sodeloval je na nogometnemu delu poletnih olimpijskih iger leta 1976.